# Xylaria mesenterica
Xylaria mesenterica är en svampart som först beskrevs av Möller, och fick sitt nu gällande namn av M. Stadler, Læssøe & J. Fourn. 2008. Xylaria mesenterica ingår i släktet Xylaria och familjen kolkärnsvampar.   Inga underarter finns listade i Catalogue of Life.